# 韋瑟瓦克斯冰川
77°38′S 163°36′E / 77.633°S 163.600°E
韋瑟瓦克斯冰川（英語：Weatherwax Glacier）是南極洲的冰川，位於維多利亞地，處於庫克里山，由美國南極名稱諮詢委員命名，在2000年以物理學家命名，現時由南極條約體系管理。